# Robert Buron
Pour les articles homonymes, voir Buron (homonymie).
Robert Buron, né le 27 février 1910 à Paris 6e et mort le 28 avril 1973 à Paris 13e, est un homme politique français. Il est maire de Villaines-la-Juhel puis brièvement de Laval, député MRP de Mayenne et ministre sous les IVe et Ve Républiques.

## Premières années

### Jeunesse et études
Robert Buron est né en 1910 dans une famille catholique de la bourgeoisie moyenne. Son père Henri Buron (1878-1930) est un ancien médecin, externe des Hôpitaux de Paris, devenu imprimeur, et membre du CIPF affilié à l'Action française ; sa mère est sage-femme.
Il est élève au lycée Montaigne, puis au lycée Henri-IV à Paris où il obtient le baccalauréat mathématiques élémentaires. Il envisage alors une préparation à l'École navale. Adolescent, il fréquente les Camelots du Roi à l'âge de 15 ans, et est un anti-capitaliste convaincu. Il est présent en 1927 à la cérémonie de souvenir du décès de Philippe d'Orléans.
En 1928, il est immobilisé dans un sanatorium à Berck dans le Pas-de-Calais au « « royaume des allongés » » où il reste deux ans. Il sera marqué par cette période de souffrance et d'inactivité physique. Il y prépare par correspondance le concours de sciences politiques. Il fonde le 8 juin 1929 avec Suzanne Fouché (1901-1989) et quelques sympathisants l'Association pour l'insertion sociale et professionnelle des personnes handicapées. Cette maladie lui laisse une légère claudication et le conduit à de nombreux séjours à l'hôpital.
Rentré à Paris, il est élève à la faculté de droit de l'université de Paris, et achève sa scolarité à l'École libre des sciences politiques en 1931. Il suit les cours d'André Siegfried. Il sort major dans la section économique et financière. Il est docteur en droit la même année.
Au début des années 1930, il est secrétaire de la conférence Olivaint (1929-1930), cercle d'étudiants catholiques qu'il présidera ensuite. Il participe en avril 1930 à la fondation d'un bulletin Réaction pour l'ordre. Cette revue est royaliste et ouvertement réactionnaire. Elle est également proche du personnalisme d'Emmanuel Mounier et des « non-conformistes des années 30 » et ne cache pas sa sympathie pour le fascisme et la montée des régimes autoritaires.

### Organisation professionnelle et patronale
En 1932, il débute alors dans les organisations professionnelles comme secrétaire du conseil d'administration de diverses sociétés africaines. En 1933, il travaille pour le service d'études économiques de la chambre de commerce de Paris.

### Ses liens avec les Croix de feu
L'entre-deux-guerres voit naître des ligues républicaines d’extrême-droite, notamment les Croix-de-Feu,, cercle d'anciens combattants regroupés tout d'abord autour du colonel Maurice d'Hartoy puis, après sa mort, du colonel François de La Rocque. Politiquement, Robert Buron est à droite, voire à l'extrême-droite.
Il fonde avec Suzanne Fouché en 1933 la Fédération des amicales des malades, puis en 1936 l' Union nationale des tuberculeux civils (U.N.T.C.). Le docteur Guy Hausser reprochera à l'U.N.T.C « un prosélytisme religieux plus ou moins camouflé », et une proximité avec le Parti social français.
Robert Buron participe avec les Croix de feu et les Jeunesses patriotes aux évènements du 6 février 1934 à la place de la Concorde.
Comme Suzanne Fouché, il fait la connaissance de François Mauriac, écrivain catholique proche des Bénédictins de la rue Monsieur de Paris. Dans ce cercle on compte des convertis au catholicisme dans la lignée de Paul Claudel et de Jacques  et Raïssa Maritain. Pour eux, la souffrance n'est pas un mal mais un chemin vers Dieu. Ce dolorisme, très présent dans la littérature d'avant garde du début du XXe siècle, témoigne d'un mal être du siècle où la technique ne répond plus aux besoins fondamentaux de l'homme.
En 1935, il veut préparer avec Roger Ribadeau-Dumas un ouvrage sur la décolonisation qu'ils méditent pendant deux ans. Il n'y aura pas de suite : la parution en 1937 du livre d'Henri Decugis connu pour ses idées eugénistes, Le destin des races blanches, sera la présentation de ces idées.

### Engagement et enseignement professionnel
Il devient secrétaire général de la Chambre syndicale nationale des Chocolatiers de France en 1937, puis de Directeur du Groupement d'importation et de répartition des cacaos jusqu'en 1940.
Il s'intéresse alors de très près à la formation des permanents patronaux. Membre du Comité central de l'organisation professionnelle, proche du Confédération générale du patronat français, il enseigne puis dirige à partir de 1938, l'École d'application des collaborateurs et secrétaires de syndicats patronaux. Il y sera aussi professeur sous le régime de Vichy et laissera le poste de directeur en 1941 à Achille Dauphin-Meunier. L'école formait les cadres des Comités d'organisation, un ensemble d'instances créées par le régime de Vichy pour contrôler et diriger l'économie française.

### Rapprochement vers la Démocratie populaire
L'influence philosophique et religieuse  de Jacques Maritain sur certains jeunes intellectuels proches ou ayant été proches de l'Action française, tel que Robert Buron, et comme ses encouragements aux initiatives d'Emmanuel Mounier et à la création de la revue Esprit vont contribuer, au début des années 1930, à favoriser la naissance du  personnalisme des non-conformistes des années 30. Comme Maritain, Buron va être amené à approfondir parallèlement la réflexion politique et sociale, en le rapprochant des milieux de la démocratie-chrétienne. Ses convictions démocrates chrétiennes, les accords de Munich (1938)  font adhérer Robert Buron sur les conseils de Georges Bidault en 1938 aux Jeunesses Démocrates Populaires, mouvement de jeunesse du Parti démocrate populaire dans la perspective des élections législatives de 1940. Il est le délégué départemental du département de la Seine. Francisque Gay témoignera l'avoir connu aux groupes d'Amis du journal L'Aube où il aurait mené campagne contre les accords de Munich.

### Famille
Il se marie en juillet 1938 avec Marie-Louise Trouillard (1910-2006) dont il a une fille, Martine.

## Pendant la guerre
Avant l'entrée de la France dans la Seconde Guerre mondiale, il est chargé par Georges Mandel de la mise en œuvre des campagnes de propagande en faveur des produits coloniaux.

### Vichy

#### Comité d'organisation
Il est secrétaire général au Comité d'organisation des cacaos, chocolaterie et confiserie, dirigé par Pierre Abelin, créé par le gouvernement de Vichy. Il est aussi conférencier du Commissariat à la famille.

#### Le cinéma
Il devient à partir de 1941, grâce à son ami Guy de Carmoy, inspecteur des finances, et sur la demande de Évrard Bourlon de Rouvre et à la suite de son expérience dans l'organisation professionnelle, secrétaire général du COIC (Comité d'organisation de l'industrie cinématographique), (1941-1944). Il s'agit d'un Comité d'organisation, un organisme professionnel permettant de réunir les professionnels du cinéma et de définir le cadre de leurs activités créé par le régime de Vichy. Robert Buron fréquente ainsi, en 1942, Lucien Rebatet.
D'après le journaliste collaborationniste et antisémite Henry Coston, il aurait procédé à des liquidations d'entreprises juives.
Il fait partie du jury en 1942 sur un concours organisé par le secrétariat d'État à la Famille et à la Santé et le Comité d'organisation de l'industrie cinématographique chargé de choisir parmi les meilleurs scénarios de films documentaires sur le problème de la dénatalité et sur la famille. Deux prix importants sont accordés à Atlantic-Film et aux Films Jean Mineur, présentant avec le concours de l'Alliance nationale contre la population un projet de Marc Cantagrel. Il donne à Craon en Mayenne le 3 mai 1942 une conférence sur la Famille à l'occasion de la semaine de la propagande familiale.

#### Le corporatisme
Robert Buron participe à partir de 1943 avec Alfred Sauvy, Louis Salleron et Antoine de Tavernost à un groupe de réflexion sur la population et l'action démographique. Il est aussi membre du comité consultatif institué par la loi du 21 juin 1943 modifiant le régime du dépôt légal.
En septembre 1943, il présente avec Marty, Georges Ardiot et Marcel Letué les grandes lignes de la future Corporation du Cinéma promue par le Régime de Vichy : c'est l'organisation corporatiste prévue par la volonté du maréchal Pétain pour servir de point d'appui dans le monde du cinéma à la Révolution nationale.
Une campagne de presse sera menée en 1945 par le Canard enchaîné concernant le rôle de Robert Buron pendant cette période. Ces notes ressortent en 1961 dans des lettres confidentielles lorsque Robert Buron est ministre du général de Gaulle.

### Contacts avec la Résistance
Parallèlement à ses activités officielles, membre de l'Organisation civile et militaire, il participe clandestinement à partir de 1943 au Groupe de la rue de Lille autour d'Émilien Amaury. Il participe à la rédaction des Cahiers du travaillisme français entre septembre 1943 et mai 1944 aux côtés d'autres démocrates chrétiens. Il établit dans l'ombre des contacts avec le réseau Alliance où il rencontre notamment Georges et Jean-Philippe Salmson, fils et petit-fils d’Emile Salmson.
Pendant l'hiver 1943, il prend contact avec Mgr Chappoulie, représentant de l'épiscopat près du régime de Vichy, et cherche à lui faire prendre contact avec des responsables de la Résistance intérieure sur le sujet de l'école privée. Cette démarche échoue à la suite d'une série d'arrestations par la Gestapo dont sa mère internée à la prison de Fresnes, qui l'oblige à se cacher. Il est membre à partir de 1943 sous la clandestinité du Comité général d'études du Conseil national de la Résistance.
Il rejoint aussi au printemps 1944 le Comité de résistance de l'industrie cinématographique (CRIC) via la publication d'un bulletin clandestin Opéra. Le CRIC est constitué essentiellement de fonctionnaires issus du COIC. Appartenant au réseau Opéra, il était l'agent de liaison entre les industriels français appartenant à la Résistance et certains dirigeants de la France libre de Londres et de New-York.

### Libération
À la Libération de Paris, dès le 19 août 1944, les locaux du COIC sont très vite occupés par les milices patriotiques menées par Jean-Paul Le Chanois. Ils constatent que les locaux sont déjà occupés par Robert Buron et Philippe Acoulon, son adjoint, qui sont à la fois à la direction du COIC, et membres du CRIC. Il y a confrontation et tensions entre la résistance communiste et la résistance gaulliste du CRIC, représentés par des fonctionnaires issus du COIC. Le groupe du CRIC se voit chassé des locaux, une arrestation étant même envisagée. Les locaux deviennent aussitôt celui du Comité de Libération du Cinéma Français (CLCF). Robert Buron reste cependant secrétariat général du COIC et expédie les affaires courantes pendant le fonctionnement, au début de l'insurrection, d'une commission de liquidation du COIC sous la présidence de Louis Daquin.

## Les médias
Par la suite, Robert Buron devient chargé de mission et conseiller technique de Pierre-Henri Teitgen, nommé ministre de l'Information le 10 septembre 1944 dans le premier gouvernement provisoire de la République française. À partir d'octobre 1944, le COIC est dirigé par un commissaire provisoire, Philippe Acoulon, et est transformé en Office professionnel du cinéma (OPC) le 28 août 1945.
Ses activités clandestines pendant la Seconde Guerre mondiale valent à Robert Buron de recevoir la Médaille de la Résistance française et le 24 août 1944, de devenir administrateur général de la Radiodiffusion française.
Robert Buron devient en novembre 1944, directeur de la SOFIRAD. Il reste administrateur jusqu'en 1947. Il fonde le 28 août 1944 avec Émilien Amaury et Yves Helleu l'hebdomadaire Carrefour en suite des Cahiers du Travaillisme français dont il est codirecteur de 1944 à 1947. Il devient en 1947 PDG de Gaumont Actualités.

## Carrière politique
Il est l'un des fondateurs du Mouvement républicain populaire (MRP) après la Libération. Il défend l'option travailliste lors de sa constitution.

### Quatrième république

#### L'ancrage politique local en Mayenne

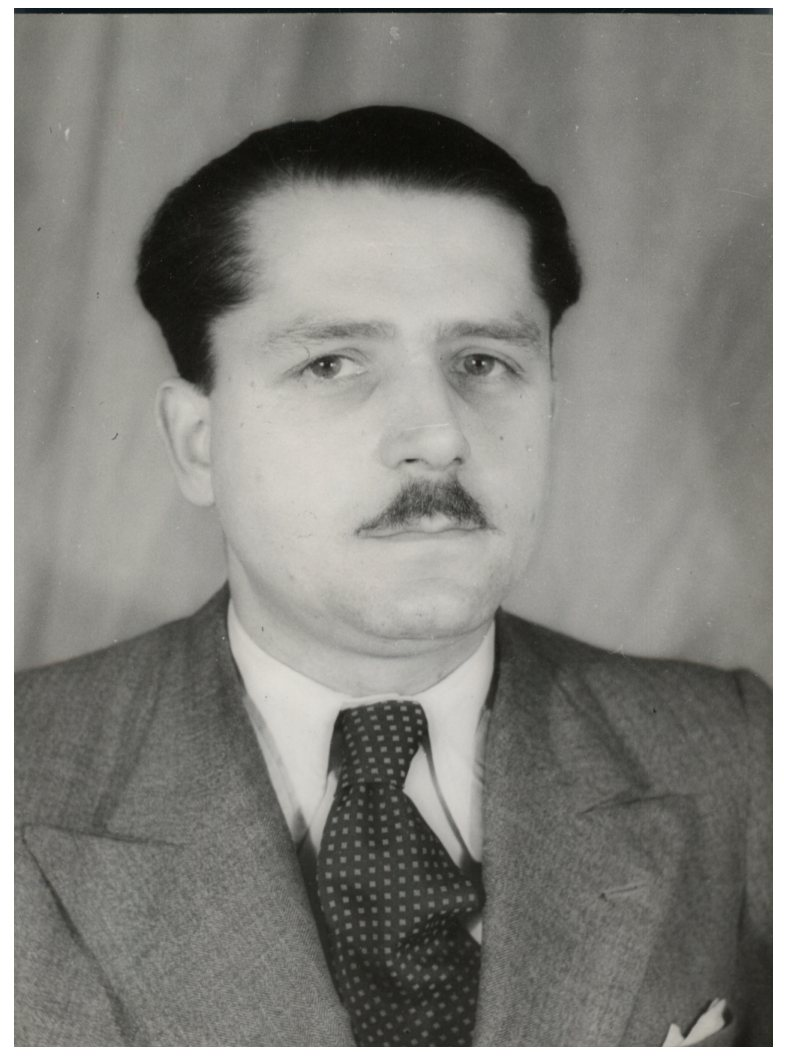
Robert Buron vers 1945.

En 1945, il est parachuté par le MRP en Mayenne, dont sa femme est originaire et bénéficie aussi de l'appui de l'abbé Seigneur, animateur des Semaines sociales de France. Il déclarera : « Je fus élu avant de connaître vraiment la Mayenne ».
Le MRP s'appuie sur les anciens du Sillon et les proches d'Isidore Pasquier, sur les dirigeants ruraux et sur le jeune clergé JAC, CFTC, et les spécialistes de l'action sociale. Il est aussi soutenu par Ouest-France, journal démocrate-chrétien, dirigé par Paul Hutin-Desgrées.
À la suite de Guy Menant, député Jeune République élu en 1932 et de Georges Hoog, il relaie les revendications des fermiers et des métayers qui demandent une amélioration de leurs statuts.
Il est surnommé par Yves Grosrichard dans le Canard enchaîné, le « Buron des Burettes », et ne cache pas sa pratique religieuse et son soutien à l'école libre. Sa candidature passe pour celle d'un modéré. Dans ce département réputé conservateur, il est élu en octobre 1945 député de la Mayenne en même temps que son concurrent de l'UDSR Jacques Soustelle, étranger comme lui au département, mais soutenu par Francis Le Basser et Jacques Foccart, Jean-Marie Bouvier O'Cottereau (Union Républicaine) et Camille Lhuissier (SFIO).
Il refuse en 1948 de s'associer à une large union des catholiques pour faire barrage à la candidature de Francis Le Basser au Conseil de la République (qui remplaçait le Sénat), et commence à être suspect à la fraction la plus à droite de l'électorat. Il lui reste à faire ses preuves. Il est battu par Francis Le Basser, à Laval, lors des cantonales de mars 1949 (5 018 voix contre 3202). Il s'ancre localement, conseiller général en 1951, maire de Villaines-la-Juhel en 1953. Il reste député de la Mayenne jusqu'en 1959.

#### L'économie
De 1948 à 1949, il est délégué du gouvernement français aux conférences économiques de New York et de La Havane. Robert Buron est membre du comité directeur du Mouvement socialiste pour les États-Unis d'Europe en juin 1948, délégué suppléant de la France au Conseil de l'Europe.
Sa connaissance des dossiers économiques et l'appui de l'abbé Pierre, alors député MRP, lui permettent d'être nommé Secrétaire d’État aux Affaires économiques dans le gouvernement  de Georges Bidault, le 20 octobre 1949. Il l'est à six reprises. Il est membre en 1951 du Club des Jacobins créé par Charles Hernu.
En Mayenne, ses responsabilités assoient son autorité et excitent les inimitiés du RPF qui le dépeint comme partisan du dirigisme.
Son influence en Mayenne s'accroît toutefois progressivement. La fédération MRP de la Mayenne compte 550 adhérents et est l'une des plus importantes de l'Ouest. Elle bénéficie de l'appui du clergé ainsi que du quotidien Ouest-France. Les rapports de la préfecture de Mayenne soulignent l'organisation du parti et le rôle sur le terrain d'André Davoust et de Robert Tromelin, tous deux membres de son cabinet. Aux élections de 1951, le MRP rassemble 39,9 % des suffrages et voit de peu lui échapper le troisième siège départemental.
Il est élu conseiller général de Villaines-la-Juhel en octobre 1951, puis maire de la commune en 1953, poste qu'il conservera jusqu'en mars 1970.

#### L'urgence sociale
Proche d'Henri Alexandre Chappoulie, évêque d'Angers, il est aussi un ami de l'abbé Pierre. Tous les deux ont été parlementaires au MRP. Il se retrouve avec eux dans la défense de la militante du logement Christine Brisset et des squatters angevins au milieu des années 1950. Dès décembre 1953, Robert Buron est aux côtés de l'abbé Pierre, prophète égaré dans la politique selon Georges Montaron. Dès le départ Robert Buron est un des premiers politiques à aider la fondation de l'abbé Pierre avec Léo Hamon. Il est l'homme de terrain et le conseiller public de l'abbé Pierre, quand Léo Hamon est le porte-parole politique. Robert Buron apporte le soutien du MRP au projet de création des cités d'urgence obtenue par la loi du 31 mars 1954.

#### Le soutien aux personnes handicapées
Sa maladie a joué un rôle déterminant dans ses actions publiques. Comme parlementaire, il s’est impliqué dès 1950 dans les travaux qui allaient conduire à l’adoption de la loi de 1957. Il a apporté son soutien à de nombreuses associations de handicapés ou à des groupes sociaux défavorisés.
Il a été le premier président du Comité de rédaction de la revue Réadaptation  publié à partir de 1953 par le Centre National d'information sur la Réadaptation (CNIR) fondé par Alfred Rosier, directeur de la main d’œuvre au ministère du Travail.
Alfred Rosier fit également appel à lui pour présider l’Association Nationale pour la Réhabilitation professionnelle par le Travail Protégé (ANRTP) fondée le 12 avril 1954. Cette association (aujourd’hui nommée ANRH) se consacre à la création d’ ateliers protégés pour les malades et grands infirmes dont l’état de santé interdit une reprise normale du travail dans une entreprise ordinaire. Il sera président d’honneur de novembre 1965 à sa mort. Le centre de formation ESRP à Saint Ouen porte son nom depuis le 14 mai 1973.

#### Les ministères
Il s'oppose à la guerre d'Indochine et avec huit autres députés MRP, il vote contre le gouvernement Laniel pour sa politique indochinoise en 1953. Contrairement à son parti, il soutient la constitution du gouvernement de Pierre Mendès France en 1954, ce qui lui vaut le portefeuille de l'Outre-Mer. Il est exclu du groupe parlementaire MRP mais non du parti. À l'Outre-Mer, sa politique de coopération préfigure la loi-cadre de Gaston Defferre. Il prend position pour l'autonomie de la Tunisie.
Redevenu MRP après la fin du gouvernement Mendès, il réintègre le groupe « par fidélité ou résignation, plus que par enthousiasme. »
Aux élections législatives de 1956, qui sont marquées par la percée du poujadisme, le MRP perd 12 000 voix en Mayenne et son deuxième siège. Ses prises de position contre les bouilleurs de cru, thème majeur de campagne dans le Nord Mayenne, ne sont pas étrangères à ce score. À l'été 1957, il réunit un groupe Pour un plus grand MRP, avec notamment Félix Lacambre, alors président de l'Action catholique ouvrière. La même année, il devient membre du conseil d'administration des publications de La Vie catholique. Il apporte également à la revue Croissance des jeunes nations un soutien régulier, témoignage d'une de ses sujets majeurs.

### Cinquième république, basculement vers le socialisme

#### Ministre du général de Gaulle
Lors de la crise algérienne, il se dit favorable à une intervention du général de Gaulle en cas d'échec du gouvernement Pflimlin du MRP. Il est favorable à une évolution de l'Algérie française. Il accorde finalement sa confiance à de Gaulle lorsque celui-ci est investi le 1er juin 1958 Président du Conseil. Il écrit à Témoignage chrétien que son « oui est presque un non ». Il n'en est pas moins nommé ministre des Travaux Publics du Transport et du Tourisme le 9 juin dans le nouveau gouvernement.
Il devient en mars 1958 président de l’Institut international de recherche et de formation en vue du développement harmonisé (IRFED), à la demande de l’économiste et prêtre dominicain Louis-Joseph Lebret, pour aborder plus spécifiquement le problème de développement des pays du sud. En 1959, il devient président de la Fédération des associations de postcure. En 1961, il est cocréateur de la Société d'économie mixte de la Mayenne.
Lors du putsch des généraux en avril 1961, il est prisonnier en Algérie alors qu'il y était en mission. Il est avec Louis Joxe et Jean de Broglie l'un des négociateurs et signataires des accords d'Évian, qui mettent fin, en mars 1962, à la guerre d'Algérie.
Avec les autres ministres MRP, il démissionne le 15 mai 1962 après la conférence de presse du général de Gaulle sur l'Europe. Il indiquera avoir « suivi de Gaulle d’instinct en 1958 et sans regret par la suite, mais que les divergences de vues l’emportent maintenant sur les convergences ».

#### Le tiers-mondisme
De 1962 à 1966, il est président du centre de développement de l'OCDE. Son successeur sera André Philip. Après la dissolution de l'Assemblée nationale de 1962, il laisse son poste de député à son suppléant André Davoust. Redevenu maire et conseiller général, à partir de 1963, ses « centres d'intérêt se déplacent vers le Tiers-Monde et son développement ». Il devient en 1964 président de l'École nouvelle d'organisation économique et sociale.
Il appelle à voter Jean Lecanuet au premier tour, puis François Mitterrand au deuxième tour de l’élection présidentielle de 1965. Il est de 1963 à 1970, président du Comité d'expansion de la Mayenne.

#### Objectif 72
Refusant le libéralisme et l'atlantisme du Centre démocrate de Jean Lecanuet, il s'oriente vers une voie qui lui semble plus compatible avec sa conception du catholicisme social. Il fonde le mouvement Objectif 72 (soit la date présumée de l'élection présidentielle (1965+7). Il est en 1967 président du Comité de liaison pour l'alphabétisation et la promotion des travailleurs étrangers.
Ce mouvement va au fur et à mesure s'éloigner de la mouvance démocrate-chrétienne qui évolue pour lui dans un sens trop conservateur. L'action au sein des Groupes d'action municipale favorise au contact des membres du PSU entre autres, l'évolution du mouvement vers la gauche. Après 1968, les militants se prononcent pour une société socialiste, et n'hésitent pas à reprendre le terme de lutte de classes. Le virage est pris et le Courrier de la Mayenne dirigé par Louis de Guébriant peut dénoncer le catholique d'apparence.
En mai 1968, à la suite d'une réunion d'Objectif 72, Robert Triffin se voit refuser en compagnie de Robert Buron, François Mitterrand, Pierre Uri l'accès à une manifestation d'étudiants défilant de la Bastille à Denfert-Rochereau. On leur reproche leur appartenance à l'establishment.

#### L'objection de conscience
En janvier 1969, avec Guy-Marie-Joseph Riobé, il témoigne au tribunal correctionnel d'Orléans lors du procès de deux prêtres et du philosophe Jean-Marie Muller, réservistes, qui avaient renvoyés leur livret militaire après s'être vu refuser le statut d'objecteur de conscience, dont Robert Buron avait été l'un des instigateurs en 1963.
Il soutient l'opposition à la force de frappe nucléaire du Groupe d'action et de résistance à la militarisation. Il adresse un message qui est lu lors de la marche de ce groupe, de Lyon au poste de commandement nucléaire du Mont Verdun, le 19 juin 1971. Lors du procès de juillet 1971, il envoie un témoignage écrit en soutien aux militants qui ont occupé le poste de commandement.
Il préside en 1969 l'association France-Biafra, qui fusionne en septembre 1969 avec le Comité de lutte contre le génocide du Biafra, initié par Bernard Kouchner.

#### La mairie de Laval
En mars 1970, Robert Buron se présente à l'élection du conseiller général du canton de Villaines-la-Juhel, mais il est battu et démissionne alors de la mairie. Il vise alors celle de Laval à un moment particulièrement favorable.
Le 18 mars 1971, Robert Buron participe à Paris à un grand meeting d'union de la gauche avec les dirigeants du Parti communiste et du Parti socialiste. Il lance un appel aux chrétiens à rallier la gauche.
Lors des municipales de mars 1971, il est élu maire de Laval avec une liste non-communiste regroupant la CIR, les radicaux et Objectif 72.

#### Le Parti socialiste
Robert Buron participe au congrès d'Épinay du Parti socialiste qu'il rejoint en juin 1971. La motion Vie nouvelle / Objectif 72, qu'il ne signe pas, recueille 0,5 % des suffrages. Son mouvement prend ensuite, en 1971, le nom d'Objectif socialiste. Le rapprochement avec le Parti socialiste provoque des débats dans son mouvement.
Union pour la défense de la République
En 1973, André Jaud ouvre un second hypermarché de 3 500 m2 à Laval. Une polémique aura lieu à ce sujet entre Édouard Leclerc, et Robert Buron, maire de Laval.
Il est maire de Laval jusqu'à sa mort en avril 1973 en France. Candidat lors législatives de mars 1973 au siège de député, malade et hospitalisé, il ne peut mener campagne contre son homonyme, l'UDR Pierre Buron, qui l’emporte de nouveau.
Robert Buron s'est employé à définir une forme de « travaillisme » à la française s'efforçant de réconcilier les valeurs socialistes et chrétiennes. Sa fille Martine Buron a été maire de Châteaubriant (Loire-Atlantique), et députée européenne socialiste.
Il fera aussi un passage remarqué sur le sujet du Tiers-Monde à l'émission de télévision À armes égales, opposé à Raymond Cartier, directeur de Paris Match. Entre 1969 et 1976, Jacques Robin et Robert Buron (jusqu'en 1973, année de sa mort) animent chaque mois des rencontres entre scientifiques et politiques connues sous le nom de « Groupe des dix ».

## Mort
Il meurt après plusieurs mois de maladie à Paris le 28 avril 1973, à 63 ans. Il est inhumé à Villaines-la-Juhel dont il a été maire.
Lors de l'élection municipale partielle du 27 mai 1973 pour pourvoir son poste de conseiller municipal et deux autres postes alors vacants, son épouse  Marie-Louise Buron, est élue conseillère municipale de Laval.

## Postes ministériels
- Secrétaire d'État aux Affaires économiques du gouvernement Georges Bidault (2) (du 29 octobre 1949 au 2 juillet 1950)
- Secrétaire d'État aux Affaires économiques du gouvernement Henri Queuille (2) (du 2 au 12 juillet 1950)
- Secrétaire d'État aux Affaires économiques du gouvernement René Pleven (1) (du 12 juillet 1950 au 10 mars 1951)
- Secrétaire d'État aux Affaires économiques du gouvernement Henri Queuille (3) (du 10 mars au 11 août 1951)
- Ministre de l'Information du gouvernement René Pleven (2) (du 11 août 1951 au 20 janvier 1952)[45]
- Ministre des Affaires économiques du gouvernement Edgar Faure (1) (du 20 janvier au 8 mars 1952)
- Ministre des Affaires économiques du gouvernement René Mayer (du 8 janvier au 28 juin 1953)
- Ministre de la France d'Outre-Mer du gouvernement Pierre Mendès France (du 19 juin 1954 au 20 janvier 1955)
Il joua un rôle dans la cession des établissements français de l'Inde.
- Ministre des Finances, des Affaires économiques et du Plan du gouvernement Pierre Mendès France (du 20 janvier au 23 février 1955)
- Ministre des Travaux publics, des Transports et du Tourisme du gouvernement Charles de Gaulle (3) (du 9 juin 1958 au 8 janvier 1959)
- Ministre des Travaux publics et des Transports et du Tourisme du gouvernement Michel Debré (du 8 janvier 1959 au 14 avril 1962)
- Ministre des Travaux publics et des Transports et du Tourisme du gouvernement Georges Pompidou (1) (du 14 avril au 16 mai 1962)

## Publications
- Les obligations du trustee en droit anglais, Paris, Société général d'imprimerie et d'édition, 136 p., 1938, thèse de droit.
- Cahiers du travaillisme français, 1943-1944.
- Dynamisme des États-Unis, recueil d'articles parus dans la presse, 1950-1957, Paris : S.A.D.E.P., 1957, 96 p.
- Le plus beau des métiers, Paris : Plon, 1963, 252 p.
- Carnets politiques de la guerre d'Algérie : par un signataire des accords d'Évian, Paris : Plon, 1965, 267 p.
- Les dernières années de la IVe République, carnets politiques, Paris : Plon, 1968.
- Demain la politique, réflexions pour une autre société (en coll. avec Jean Offredo et Objectif 72), Paris : Denoël, 1970, 256 p.
- Pourquoi je suis de nouveau candidat ?, Vendôme : C.F.I.B., 1972, 60 p.
- Par goût de la vie, propos recueillis par Jean Offredo, Paris : Cerf, 1973, 114 p. (Pour quoi je vis).
- La Mayenne et moi ou de la démocratie chrétienne au socialisme, postface de Marie-Louise Buron, [Malakoff] : Cana, 1978, 147 p. (Mémoire vivante).

## Décoration
- Médaille de la Résistance française par décret du 3 janvier 1946[46]
- Commandeur de l'ordre de l'Économie nationale, ex officio en tant que ministre des finances et des affaires économiques (1955)[47]

## Positions
- Il apprécie la citation de Jacques Chirac qui définit la politique de la sorte : « c'est l'art de rendre possible ce qui est nécessaire »[48].
- Dans son dernier livre, Pourquoi je vis : par goût de la vie, Robert Buron déclarait : « Je suis sûr que les civilisations les plus puissantes, techniquement et militairement, imposeront leurs valeurs aux autres. J'en conclus que le monde finira dans une catastrophe. Comme je n'aime pas l'idée de catastrophe, que j'ai le goût de la vie, et que tout ce qui bloque la vie est pour moi le mal et l'ennemi, je lutterai tant que je pourrai contre ce qui me paraît inéluctable. Je suis très pessimiste. Je suis persuadé que les technocrates occidentaux créeront une sorte de fascisme mondial, appuyé bien sûr sur les valeurs occidentales. Seulement je lutterai de toutes mes forces contre ces technocrates »[48].